# Барселона Б (футзальний клуб)
ФК «Барсело́на Б» (кат. Futbol Club Barcelona B Alusport) — резервна команда футзального клубу «Барселона» з Барселони (Каталонія, Іспанія), частина великого спортивного клубу «Барселона». Через спонсорську угоду повна назва команди звучить як ФК Барселона Б Ласса. Виступає у другому за силою іспанському дивізіоні — Сегунді.

## Історія
З сезону 2010/2011 друга команда «Барселони» була включена до Срібного дивізіону, який у наступному сезоні був перейменований у Сегунду, де виступає й нині.
«Барсело́на Б» не має права підвищуватися у класі або ж брати участь у плей-оф.

## Склад
На 7 березня 2013 року
| №  | Гравець     | Повне ім'я                   | Позиція         | Національність |
| 1  | Жоан        | Жоан Мінано Хіменес          | Воротар         | Іспанія        |
| 12 | Чема        | Хоса Маріа Мелла Лопес       | Воротар         | Іспанія        |
| 3  | Толра       | Марк Толра Гарсіа            | Захисник        | Іспанія        |
| 9  | Адріан      | Адріан Ортего Лопес          | Захисник        | Іспанія        |
| 17 | Фран Конде  | Франсіско Конде Морено       | Захисник        | Іспанія        |
| 10 | Хаві Алонсо | Хав'єр Алонсо Хіменес        | Вінгер-Нападник | Іспанія        |
| 16 | Феррі       | Ферран Плана Ольтра          | Вінгер-Захисник | Іспанія        |
| 5  | Урі         | Хосеп Оріоль Серрано Бернат  | Захисник        | Іспанія        |
| 4  | Рожер       | Рожер Серрано Бернат         | Вінгер-Нападник | Іспанія        |
| 6  | Ерік        | Ерік Мартель Гарсія          | Вінгер-Нападник | Іспанія        |
| 13 | Хоселіто    | Хосе А. Фернандес Кастеллано | Вінгер-Нападник | Іспанія        |
| 11 | Алекс       | Алехандро Константіно Вінас  | Вінгер          | Іспанія        |

Головний тренер:  Андреу Плаза Альварес — Андреу Плаза

## Титули і досягнення
- Сегунда
  -  Переможець (1): 2016/17